# エグゼクティブ・アウトカムズ
エグゼクティブ・アウトカムズ（英語：Executive Outcomes、略称：EO）とは、かつて南アフリカ共和国に存在した民間軍事会社（PMC:Private Military Company）。現代型民間軍事会社の元祖とされ、後のブラックウォーターUSAなどのPMCの基礎ともなった会社である。
20年続いたアンゴラ内戦を1年で終結させるなど目覚しい戦果を挙げたが、強力な軍備を持った会社に危機感を抱いた南アフリカ共和国政府により1998年に解体されたが、2021年に再設立された。
以下本項では、エグゼクティブ・アウトカムズ社をEO社、民間軍事会社をPMCと呼称する。

## 概要
旧南アフリカ国防軍（South African Defence Force：略称SADF、以下旧国防軍）第32大隊の元副司令官中佐であったイーベン・バーロウによって1989年に設立された会社である。
設立当時はフレデリック・ウィレム・デクラーク政権によってアンゴラ、モザンビーク、南西アフリカ（ナミビア）との国境紛争が終結したうえ、アパルトヘイトの廃止及び軍縮を行うことが宣言されており、後に大統領となるアフリカ民族会議のネルソン・マンデラにより、第32大隊をはじめとした特殊部隊や諜報機関である市民協力局（Civil Cooperation Bureau）の解散を要求、結果南西アフリカ警察対不正規戦部隊がナミビア交渉の駒として解体され、第32大隊についても1993年3月26日の解体まで徐々に規模を縮小していた。
そこに目をつけたEO社は旧南アフリカ国防軍、南西アフリカ警察対不正規戦部隊に所属していた兵士を採用、特にバーロウが副司令官を務めていた第32大隊などの精鋭部隊に所属していた兵士を多く雇用することで優秀な人材を確保することに成功した。彼らの多くはアンゴラ内戦などで家族や財産を失い、逃げ延びた南アフリカの旧国防軍に配属された後に職を失った黒人兵士だった。
軍事顧問や指揮官には彼らを指揮していた白人将校や下士官が主に雇用されていた。また、南アフリカ人以外では、ウクライナ人のヘリコプターパイロットや整備士が採用された。
さらに、1994年にゲリラ集団から政党となったアフリカ民族会議の戦闘集団であった民族の槍（ウムコントゥ・ウェ・シズウェ）に所属していた者も採用している。
EO社は20以上の民間軍事会社を保有する南アフリカの鉱山開発会社SRC社の子会社となり、共同経営者のトニー・バッキンガムが経営する石油会社ヘリテージ・オイルや鉱山開発会社ブランチ・ヘリテージ・グループとも緊密な関係を持つ。

## EOの成功と拡大

### アンゴラ内戦
最初にEO社が参入したのは、アンゴラ内戦である。内戦が一段落した1992年に第二次国際連合アンゴラ検証団監視の下選挙が敢行され、アンゴラ解放人民運動（以下MPLA）が勝利したが、これに対しかつての対立相手であったアンゴラ全面独立民族同盟（以下UNITA）が反発し再び紛争が勃発した。
1991年のソビエト連邦崩壊と1994年の南アフリカのネルソン・マンデラ政権樹立などにより、多くの国が双方への支援を停止した。政府側MPLAは北部の油田、UNITAは南部のダイヤモンド鉱山を戦闘の資金源に求めたことにより、内戦は資源戦争に変化する。そこで、EO社は1993年に政府側MPLAと契約を結び、アンゴラ正規軍の訓練及びUNITAに対する掃討作戦を実行、結果UNITA側に壊滅的被害を与えてUNITAを和平交渉に応じさせることに成功し、1974年以来20年続いた内戦を1年で終結させた。
しかし、この内戦はもともと米ソ代理戦争の性格が強く、EO社の雇い主であるMPLAはソビエト連邦及びキューバと言った共産圏の支援を受けていた。そのため、UNITAを支援していたアメリカ合衆国をはじめとする国連の圧力により、政府側はEO社との契約を打ち切ることとなり、代わって国際連合が国際連合平和維持活動（第三次国際連合アンゴラ検証団）を行うことになった。ところが、平和維持部隊はUNITA側との講和及び武装解除に失敗し、2002年2月22日のUNITA指導者ジョナス・サヴィンビ暗殺を契機とした同年4月4日の停戦合意まで内戦は継続され、アンゴラは長期に亘る泥沼の戦いにさらされることとなった。

### シエラレオネ内戦
次に投入されたのはシエラレオネのシエラレオネ内戦である。この当時革命統一戦線（以下RUF）は虐殺や略奪を重ねながら、東部州など広範な領域を支配下に収めており、さらなる攻勢で先に展開したPMCであるグルカ・セキュリティー・サービス社はロバート・C・マッケンジーを殺害され、遺体の一部を食われるなど大きな被害を出し撤退してしまい、首都フリータウンも陥落寸前の状態であった。
1995年、EO社はRUF支配下の鉱山の採掘権入手を目論むブランチ・ヘリテージの支援を受け、シエラレオネ政府（バレンタイン・ストラッサーが率いる軍事政権）と契約した。EO社はシエラレオネに300人の部隊を投入し、RUFが占拠していたダイヤモンド鉱山の奪還に成功、平和交渉の席につかせることに成功した。
その後シエラレオネはクーデターや選挙を経て1996年3月にアフマド・テジャン・カバーによる文民政権に移行したが、国際世論の反発を受けてEO社との契約は打ち切られた。1997年1月にシエラレオネを退去する際にEO社はカバーに100日以内にクーデターが起きることを警告していたが、5月にRUFと連携した軍事革命評議会がクーデターを起こしたことにより、その警告は現実のものとなる。事後の処理はEO社と近しいサンドライン・インターナショナルに任されることになったが、その後も息を吹き返したRUFによる殺戮が続く事態となった。

### その他
この2つの内戦の他にも、モザンビーク内戦やコントラ戦争、カンボジア内戦、さらにイラクやコンゴ民主共和国、パプア・ニューギニアにおける内戦にも関与していたとされている。
1994年のルワンダ紛争においてはEO社はいつでも1500人規模の部隊を展開出来る準備を整えていた（これはアフガニスタン侵攻時のアメリカ海兵隊の先行侵攻部隊と同規模である）。作戦期間は4週間を計画しており、1日あたりの費用はおよそ60万ドルと見積もっていたが、結局依頼する組織が無かったため実行されることはなかった。

### 影響
一時的ではあるが、少人数精鋭で内戦の戦局を変える民間軍事会社の登場は、世界に少なからず衝撃を与えた。後にシェブロンを初めとする多国籍企業など大口顧客を獲得することとなり、1997年に元Navy SEALs隊員であったエリック・プリンスが設立したブラックウォーターUSAを初めとした民間軍事会社の隆盛の元ともなった。

## 突然の解散、社員達のその後
この名声に目をつけ、EO社の名を騙って業務受注を目論む企業が次々に現れたこともあり、EO社は四面楚歌の状態におかれた。結果、EO社は外国軍事援助規制法における非合法企業として認定され、1998年末に解散した。
イーベン・バーロウはその後軍事コンサルタントとしてアフリカ各国で活動し、大学や軍学校において安全問題の講師を務めるほか、ブログや雑誌での執筆活動もしている。2009年には民間軍事会社「STTEPインターナショナル」社（2006年設立）の社長に就任している。
2004年にEO社と関係の深い傭兵のサイモン・マンとニック・ドゥトワが、イギリスの経済人の要請で赤道ギニアのクーデターを計画するが事前に発覚し、逮捕される。この事件はマーガレット・サッチャーの息子であるマーク・サッチャーが関わっていた。
EO社元社員のラフラス・ルーティンとビル・ペルザーが経営しているEO社の姉妹企業「サラセン・インターナショナル」社は、現在はレバノンやウガンダで活動している。2010年にはソマリアにて活動を行い、プントランド軍の海兵隊創設、軍事訓練や海賊対策の警備を担当していたが、2011年に契約を解除された。
EO社と関係が深かったサンドライン・インターナショナル社のティム・スパイサーは新会社「イージス・ディフェンス・サービシーズ」を立ち上げ、同時多発テロ以降のイラク戦争にてアメリカ政府から2億9,300万ドルという巨額の契約を手にしたが、社員による民間人への発砲など不祥事を起こしている。
EO社の共同経営者であったトニー・バッキンガムは、エグゼクティブ・アウトカムズにおけるノウハウを生かしてブランチ・ヘリテージ・グループの他に1992年にヘリテージ・オイル社を創立していたが、2008年にヘリテージ・オイルがウガンダやイラクなどの石油開発事業でロンドン証券市場に上場を果たすなどの成功を収めた。
2020年11月、創業者のイーベン・バーロウは、エグゼクティブ・アウトカムズを再始動させるために、STTEPの会長職を退いた。彼は「秘密の支払いのために嘘をつくことで繁栄しているメディアや情報機関を暴露すること」になると言及した。 バーロウは、会社を再開するという決定は「いくつかのアフリカ政府」の要請によるものであり、彼はそれを「受け入れる以外にほとんど選択肢がなかった」と主張した。

## 武装

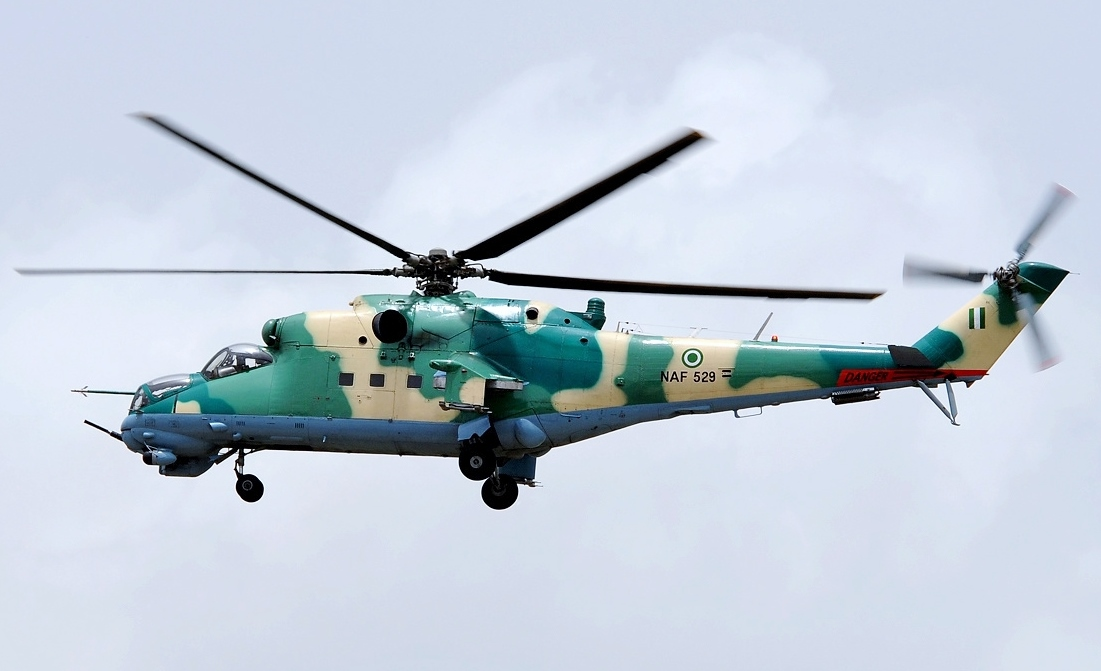
EO社はMi-24等の兵器を運用し、戦闘行為の代行を行っていた（画像はナイジェリア軍のMi-24）

武装については、特に生産過剰により安価となっていた東側諸国の兵器を採用していた。小火器はAK-47やマカロフ PMやPKMやRPG-7などである。航空機や、戦闘車軸についても、BMP-2やBTR-60、MiG-23、MiG-27、Su-25やMi-24ハインドといったソ連製兵器を使用していた。
西側諸国の装備として採用されていたのは、負傷者輸送用のボーイング707やイギリス製のジープなどごく少数であった。なお、EO社が使用する航空機は提携していた「アイビス・エア」社が保有していた。
一見敵対していたゲリラ達とさほど変わらない武装だったが、クラスター爆弾、ナパーム弾、燃料気化爆弾などといった高性能爆弾が充実していたり、赤外線式の暗視装置を採用していたほか、相手と同等の武器であってもEO社社員の高い練度と型破りな戦法が上記の戦果をもたらした。
後のPMCは「傭兵」として扱われないために、民間人風の服装に銃器や防弾装備などを身につける「PMC装備」に身を包むのが基本だが、EO社のオペレーターは正規軍の兵士たちと同様迷彩服に身を包んで戦闘に当たっているなど、一般的なイメージの「傭兵」に近い存在だった。しかし、EO社はポルトガルなど関連国の迷彩服をコピーしていた南アフリカ軍第32大隊の物を使用しているため、オペレーターごとに一人一人違うデザインの迷彩服を身につけており、更に白人オペレーターも顔を黒く塗り黒人に扮装していたため、紛争初期にはどこの部隊であるか判別は困難だったという。タクティカルベストも、第32大隊や国防軍特殊部隊旅団のものを主に使用していた。

## 参考出典
- P･W･シンガー著 『戦争請負会社』　Corporate Warriors: The Rise of the Privatized Military Industry ISBN 978-0801489150